# Viala-du-Pas-de-Jaux
Viala-du-Pas-de-Jaux (okzitanisch Lo Vialar) ist ein Ort und eine südfranzösische Gemeinde mit 88 Einwohnern (Stand 1. Januar 2022) im Département Aveyron in der Region Okzitanien (vor 2016 Midi-Pyrénées). Sie gehört zum Arrondissement Millau und zum Kanton Causses-Rougiers. Die Einwohner werden Vialarains genannt.

## Lage
Viala-du-Pas-de-Jaux liegt etwa 64 Kilometer östlich von Albi im Süden der historischen Provinz Rouergue. Umgeben wird Viala-du-Pas-de-Jaux von den Nachbargemeinden La Bastide-Pradines im Norden, Lapanouse-de-Cernon im Norden und Nordosten, Sainte-Eulalie-de-Cernon im Nordosten und Osten, Saint-Jean-et-Saint-Paul im Süden sowie Tournemire im Westen und Nordwesten.

## Bevölkerungsentwicklung
| Jahr                       | 1962 | 1968 | 1975 | 1982 | 1990 | 1999 | 2006 | 2019 |
| Einwohner                  | 97   | 100  | 80   | 87   | 85   | 74   | 96   | 98   |
| Quellen: Cassini und INSEE |      |      |      |      |      |      |      |      |

## Sehenswürdigkeiten
- Dolmen von Les Fadarelles
- Kirche Saint-Jean-Baptiste
- Turm aus dem 15. Jahrhundert, Monument historique seit 1993
- Ortsbefestigung

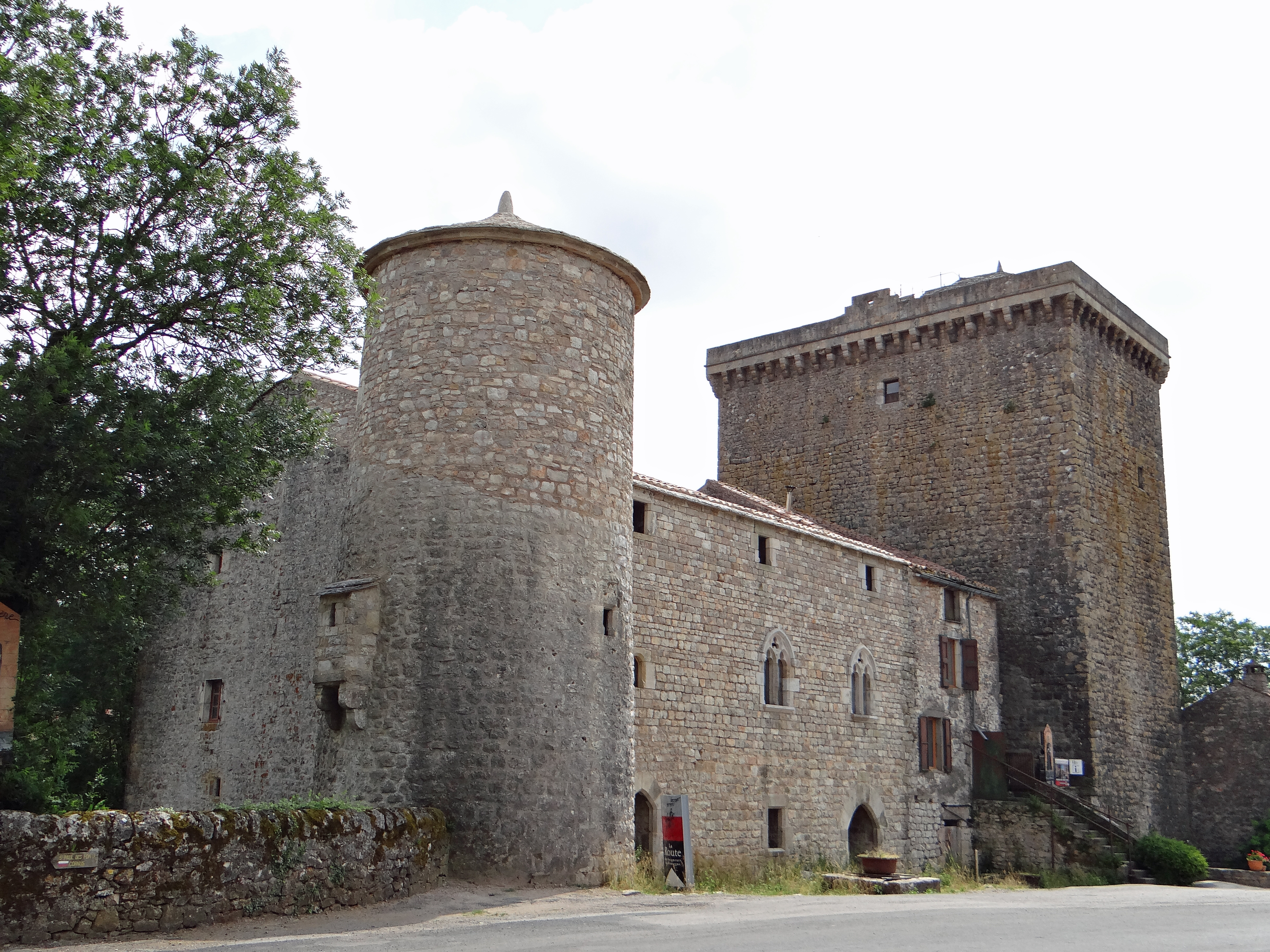
Turm
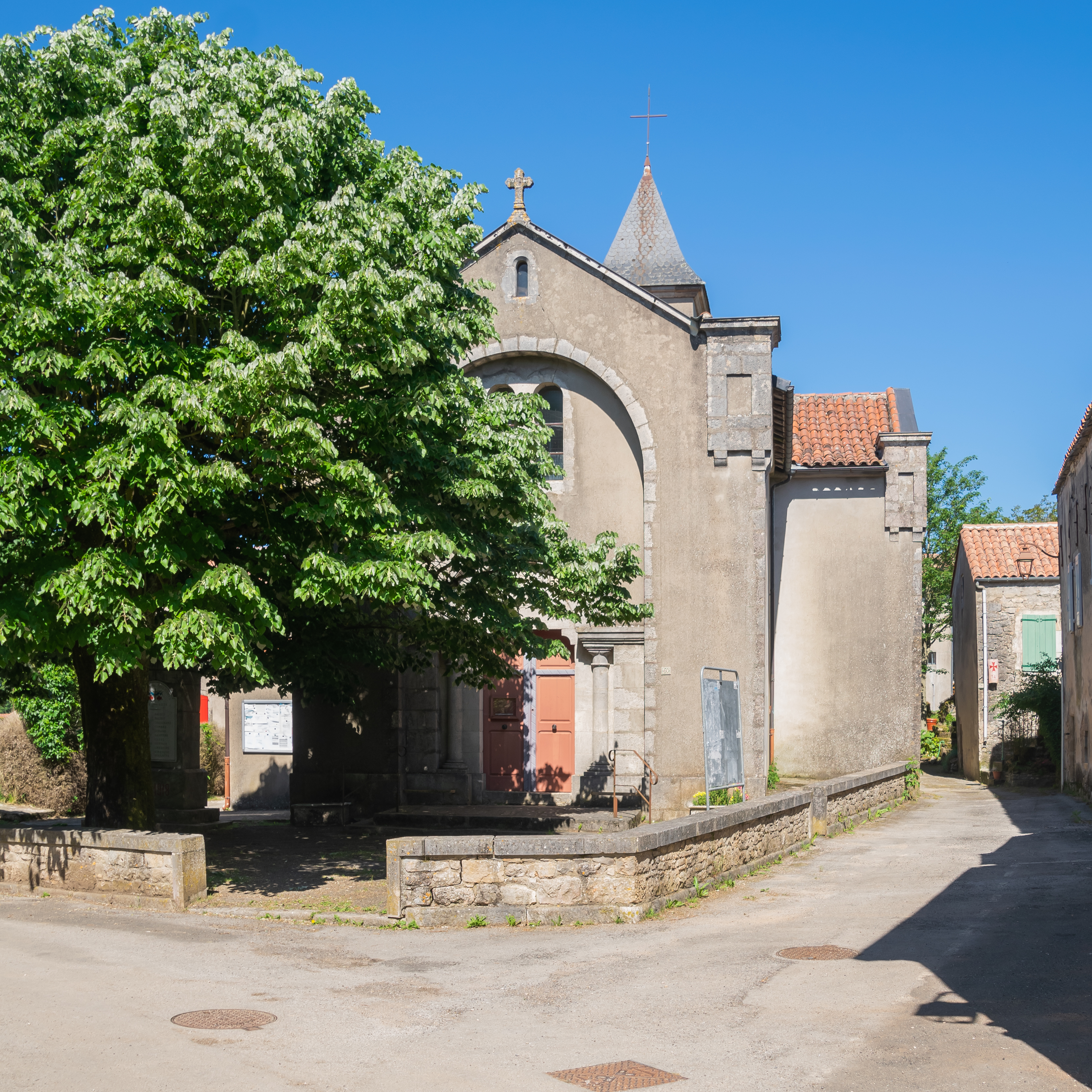
Kirche Saint-Jean-Baptiste